# Alexandre de Vendôme
Alexandre de Vendôme, dit le « Chevalier de Vendôme », né le 19 avril 1598 il est baptisé à Saint-Germain-en-Laye le 13 décembre 1598 et mort le 28 février 1629, est un prieur de la Langue de France de l'ordre de Saint-Jean de Jérusalem.

## Biographie
Alexandre de Vendôme est le deuxième fils illégitime du roi Henri IV et de Gabrielle d'Estrées. Dès sa naissance et jusqu'à sa mort, il tient la charge de gouverneur de Caen et entre de minorité dans l'ordre de Saint-Jean de Jérusalem en 1604.
Le roi Louis XIII décide d'envoyer une ambassade à Rome auprès de Paul V, l'année suivant sa majorité, en octobre 1614. Il choisit son demi-frère Alexandre de Vendôme pour mener cette ambassade.
En 1626 aux côtés de son frère César et de son demi-frère Gaston d'Orléans, Alexandre de Vendôme participe à la conspiration de Chalais, dirigée contre le cardinal de Richelieu, qui est le Premier ministre du roi Louis XIII. Arrêté, il est incarcéré à Amboise. Il est transféré avec son frère à Vincennes le 4 octobre 1626. Alexandre arrive dans sa nouvelle prison déjà malade et malgré les soins qui lui furent prodigués il meurt le 8 février 1629 entre deux et trois heures de l'après-midi. L'annonce de sa mort fit grand bruit à la cour, Richelieu fut même accusé de l'avoir empoisonné. Chose que le cardinal dément dans ses mémoires. Les Vendôme demandèrent une autopsie du corps, que le roi accepta. Il fut par la suite embaumé et ramené à Vendôme, où il fut enterré dans la chapelle du collège des Oratoriens fondé par son frère César.

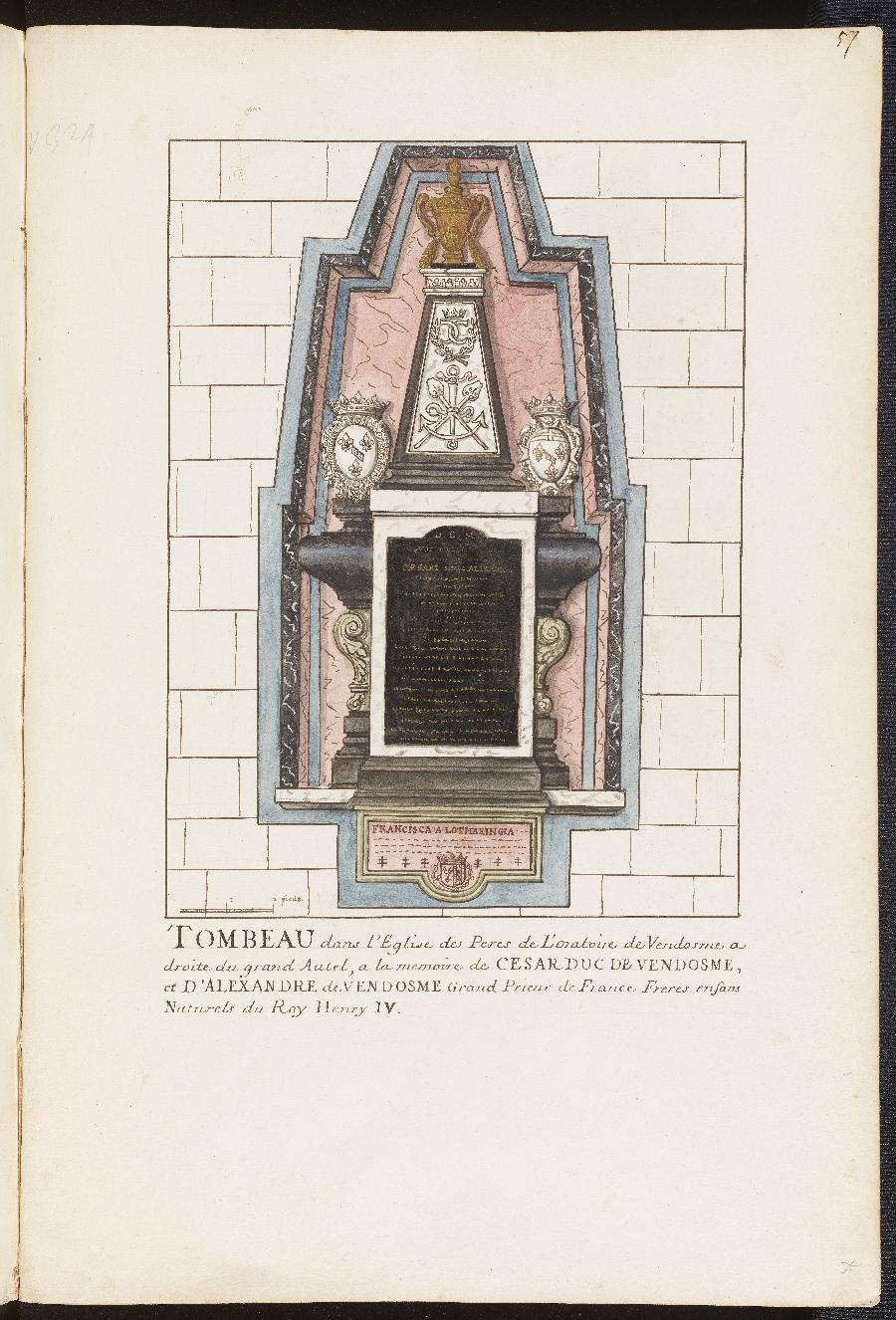
Mausolé du chevalier de Vendôme et du cœur de son frère César de Vendôme aux Oratoriens de Vendôme

## Sources et bibliographie
- RECIT (le) de l'arrivée solemnelle entrée du très-illustre & excellent seigneur Messire Alexandre de Vendosme frère naturel de sa Majesté très-chrestienne, Grand Prieur de Tholose, de la Religion & de l'Ordre de Jérusalem. Faicte à Rome le 2 octobre 1615 avec la cavalcade de la Sainte Église au Consistoire public & autres particularités. Traduit d'Italien en Français., Paris, chez Laurent Sonnius, 1615L'auteur donne le détail de la brillante cavalcade qui eut lieu à l'occasion de son entrée dans Rome.
- Henri de Curzon, « Une réception au Temple. Alexandre de Vendôme, 1er février 1604 », Bibliothèque de l'École des chartes, t. 47,‎ 1886, p. 106-117 (DOI 10.3406/bec.1886.447440)